# Un Aldo qualunque
Un Aldo qualunque è un film del 2002 diretto da Dario Migliardi.

## Trama
Aldo, appena trasferito dalla Puglia con la moglie, lavora come ragioniere e partecipa al coro della chiesa. L'incontro casuale con Biagio e Caimano cambierà però radicalmente la sua vita.

## Colonna sonora
La colonna sonora del film è scritta e suonata dai Timoria e tutti i brani del film appaiono nell'album Un Aldo qualunque sul treno magico.